# Tucotuzumab celmoleukin
Il tucotuzumab celmoleukin è un farmaco antitumorale; è un anticorpo monoclonale (tucotuzumab) unumanizzato e fuso con l'interleuchina-2 (celmoleukin).
Il target d'azione è l'antigene EpCAM, che è la molecola di adesione delle cellule epiteliali ai carcinomi, che si esprime in una grande varietà di cellule tumorali.
Questo farmaco è sviluppato dalla Pharmaceuticals EMD.

### Tucotuzumab celmoleukin
- (PL) Pavel Klener, Pavel Klener e jr., Nová protinádorová léčiva a léčebné strategie v onkologii, Grada Publishing a.s.,  pp. 82–, ISBN 978-80-247-2808-7.